# Feliniopsis subdistans
Feliniopsis subdistans är en fjärilsart som beskrevs av Achille Guenée 1852. Feliniopsis subdistans ingår i släktet Feliniopsis och familjen nattflyn. Inga underarter finns listade i Catalogue of Life.